# Dasyrhicnoessa atripes
Dasyrhicnoessa atripes är en tvåvingeart som beskrevs av Lorenzo Munari 2004. Dasyrhicnoessa atripes ingår i släktet Dasyrhicnoessa och familjen Canacidae. Inga underarter finns listade i Catalogue of Life.